# Alessandro Stradella
Antonio Alessandro Boncompagno Stradella (Bolonha, 3 de julho de 1643 – Génova, 25 de fevereiro de 1682) foi um cantor, professor de canto, violinista e compositor italiano. Foi assassinado em Gênova por razões obscuras, no segundo atentado contra sua vida. O primeiro fora em 1677, após seu complicado casamento com Agnese, aluna com quem fugira e cujo ex-amante encomendou o crime, causando um incidente internacional. Durante o caso, Stradella continuou a promover suas músicas, passando a receber encomendas da nobreza.
Compôs suas melhores obras num tempo curto, entre elas 170 cantatas, várias óperas e a primeira peça apontada como um concerto grosso.

## Obras

### Operas
- La Laurinda ovvero Il Biante (1672)
- La Doriclea (1672)
- Amare e Fingere (1676)
- La forza dell’amor paterno (1678)
- Il Trespolo tutore (1679)
- Le gare dell’amor eroico (1679)
- Moro per amore (1681)
- Orazio Cocle

### Oratórios
- Santa Editta, vergine e monaca, regina d'Inghilterra (Rome c. 1672-73)
- Ester liberatrice del popolo ebreo (Rome c. 1673)
- San Giovanni Battista (Rome, 1675)
- Susanna (Modena, 1681)
- San Giovanni Chrisostomo
- Santa Pelagia

### Serenatas
- La Circe (1668)
- La Circe (segunda versão)
- Il Duello ("Vola, vola, in alti petti") (1674)
- Lo schiavo liberato (1674)
- La forza delle stelle or Il Damone ("Or che il mondo ristaura") (1677)
- Il Barcheggio (1681)